# Ditolilgvanidin
Ditolilgvanidin je agonist sigma receptora. On je selektivan za sigma receptore, ali nije selektivan između dva tipa sigma receptora, već se vezuje sa jednakim afinitetom za σ1 i σ2 . On ima neuroprotektivne i antidepresivne efekte, i pojačava dejstvo NMDA antagonista.